# Constanze von Meyenn
Constanze von Meyenn (* 29. August 1997) ist eine deutsche Volleyballspielerin.

## Karriere
Von Meyenn spielte mit dem ETV Hamburg von 2020 bis 2023 in der Zweiten Liga Nord und anschließend in der Zweiten Liga Pro. In der Saison 2024/25 gelang dem Verein der Aufstieg in die erste Liga. Auch 2025/26 spielt von Meyenn für Hamburg.